# Novi Velia
Novi Velia es una localidad italiana de la provincia de Salerno, región de Campania,  con 2.217 habitantes.

## Evolución demográfica
| Gráfica de evolución demográfica de Novi Velia entre 1861 y 2001 |
|                                                                  |
| Fuente ISTAT - elaboración gráfica de Wikipedia                  |

## Historia
Su nombre, derivación de la ciudad griega de Velia, es oficial desde el año 1862, después de la unificación de Italia.

## Geografía
Novi Velia está a 3 km de Vallo della Lucania, en el centro del Cilento, a 648 m s. n. m., a los pies del Monte Gelbison (1705 m s. n. m.).